# Campeonato Salvadoreño de Fútbol de 1943
El Campeonato Salvadoreño de Fútbol de 1943 fue la octava temporada de la primera división del fútbol salvadoreño. Quequeisque fue el campeón de la temporada, el segundo título del club, tercero contando la zona centro de El Salvador en 1941.

## Clubes participantes
| Equipo           | Método de calificación       |
| ---------------- | ---------------------------- |
| Quequeisque      | Campeones de la Zona Central |
| Ferrocarril      | Campeones de la zona oeste   |
| Luis Ángel Firpo | Campeones de la Zona Este    |

## Torneo

### Partidos
| 1943 | Quequeisque | 8-1 | Luis Ángel Firpo |  |  |

| 1943 | Ferrocarril | 3-3 | Luis Ángel Firpo |  |  |

| 1943 | Ferrocarril | 2-1 | Quequeisque |  |  |

| 1943 | Luis Ángel Firpo | 1-7 | Quequeisque |  |  |

| 1943 | Quequeisque | 2-2 | Ferrocarril |  |  |

| 1943 | Luis Ángel Firpo | 2-1 | Ferrocarril |  |  |

### Clasificación
| Equipo           | PJ | PG | PE | PP | GF | GC | Dif. | Pts. |
| ---------------- | -- | -- | -- | -- | -- | -- | ---- | ---- |
| Quequeisque      | 4  | 2  | 1  | 1  | 18 | 6  | 12   | 5    |
| Ferrocarril      | 4  | 1  | 2  | 1  | 8  | 8  | 0    | 4    |
| Luis Ángel Firpo | 4  | 1  | 1  | 2  | 7  | 19 | -12  | 3    |

Dos Puntos por victoria y uno por empate